# Aneuclis rufipleuris
Aneuclis rufipleuris là một loài tò vò trong họ Ichneumonidae.